# Hechi
Hechi (河池 ; pinyin : Héchí) est une ville du nord de la région autonome du Guangxi en Chine. La population de sa juridiction était d'environ 3,83 millions d'habitants en 2004.

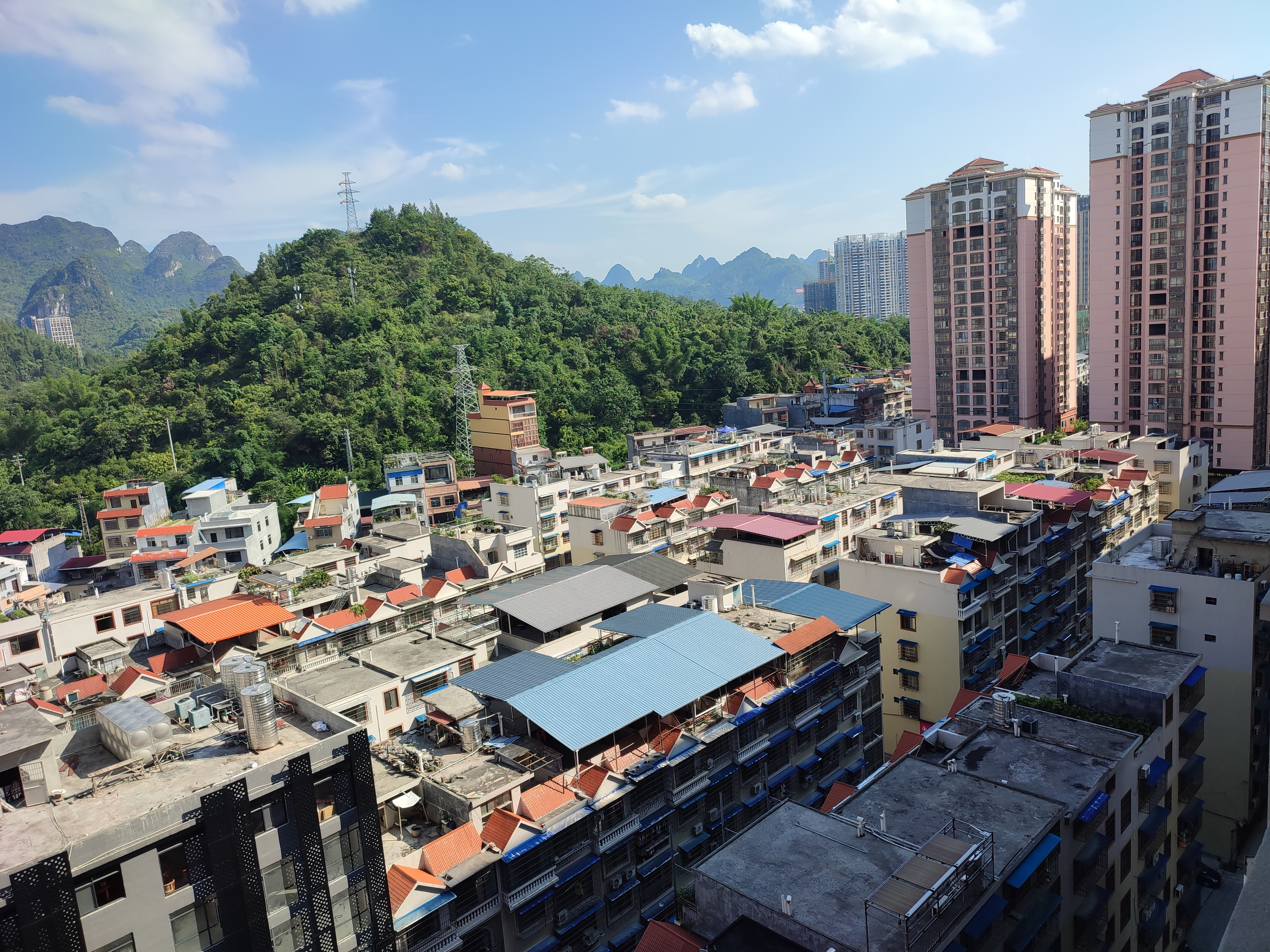
Vue de l'hôtel international QianAn à Hechi, Guangxi, Chine.

## Subdivisions administratives
La ville-préfecture de Hechi exerce sa juridiction sur onze subdivisions - un district, une ville-district, quatre xian et cinq xian autonomes :
- le district de Jinchengjiang - 金城江区 Jīnchéngjiāng Qū ;
- la ville de Yizhou - 宜州市 Yízhōu Shì ;
- le xian de Tian'e - 天峨县 Tiān'é Xiàn ;
- le xian de Fengshan - 凤山县 Fèngshān Xiàn ;
- le xian de Nandan - 南丹县 Nándān Xiàn ;
- le xian de Donglan - 东兰县 Dōnglán Xiàn ;
- le xian autonome yao de Du'an - 都安瑶族自治县 Dū'ān yáozú Zìzhìxiàn ;
- le xian autonome mulao de Luocheng - 罗城仫佬族自治县 Luóchéng mùlǎozú Zìzhìxiàn ;
- le xian autonome yao de Bama - 巴马瑶族自治县 Bāmǎ yáozú Zìzhìxiàn ;
- le xian autonome maonan de Huanjiang - 环江毛南族自治县 Huánjiāng máonánzú Zìzhìxiàn ;
- le xian autonome yao de Dahua - 大化瑶族自治县 Dàhuà yáozú Zìzhìxiàn.